# Pelomyia viedmae
Pelomyia viedmae är en tvåvingeart som beskrevs av Malloch 1934. Pelomyia viedmae ingår i släktet Pelomyia och familjen Canacidae. Inga underarter finns listade i Catalogue of Life.